# 清水將之
清水 将之（しみず まさゆき、1934年3月31日 - ）は、日本の医学者・精神科医。名古屋市立大学助教授などを経て、関西国際大学教授。医学博士（大阪大学・1965年）
。兵庫県芦屋市生まれ。

## 来歴
1934年兵庫県芦屋市生まれ。1960年大阪大学医学部医学科卒業。1965年大阪大学大学院修了。1965年医学博士（大阪大学）の学位を取得。名古屋市立大学医学部精神科助教授を経て、三重県立こども心療センターあすなろ学園園長。2001年関西国際大学教授。後に関西国際大学大学院教授。三重県立看護大学理事。

## 学会
- 日本精神神経学会元理事
- 日本児童青年精神医学会元理事長
- 日本精神病理学会元会長
- 日本青年期精神療法学会元理事長

## 著書
- 『家庭内暴力 精神科医のみた子育ての落とし穴』朱鷺書房　1979
- 『青い鳥症候群 偏差値エリートの末路』弘文堂　1983
- 『青年期と現代 青年精神医学論集』弘文堂　1990
- 『思春期のこころ』日本放送出版協会NHKブックス 1996
- 『子ども臨床 二一世紀に向けて』日本評論社　2001
- 『災害の心理 隣に待ち構えている災害とあなたはどう付き合うか』創元社　2006
- 『子どもの精神医学ハンドブック』日本評論社　2008

### 共編著
- 『青年の精神病理』笠原嘉,伊藤克彦共編　弘文堂　1976
- 『青年期の精神科臨床』編　金剛出版　1981
- 『青年の精神病理 3』村上靖彦共編　弘文堂　1983
- 『青年期境界例 理論と治療の実際』森省二共著　金原出版　1984　新臨床医学文庫
- 『青年期精神衛生事例集』北村陽英共編著　星和書店　1985
- 『今日の神経症治療』編　金剛出版　1987
- 『不安の臨床』編　金剛出版　1994
- 『あすなろの10年 三重県立小児心療センターあすなろ学園10年史』編　三重県立小児心療センターあすなろ学園　1995
- 『青年期の精神医学』青木省三共編　金剛出版　1995
- 『学校カウンセリング』井上洋一共責任編集　岩崎学術出版社　2000　思春期青年期ケース研究
- 『災害と子どものこころ』編著　柳田邦男、井出浩、田中究著 集英社新書 2012

### 翻訳
- A.Z.シュヴァルツバーグ編『青年期境界例入門』監訳　岩崎学術出版社　1984

## 関連人物
- 白橋宏一郎
- 小倉清